# Nowa Brzuza
Nowa Brzuza – wieś sołecka w Polsce położona w województwie mazowieckim, w powiecie garwolińskim, w gminie Borowie.
W latach 1975–1998 miejscowość administracyjnie należała do województwa siedleckiego.
Wierni Kościoła rzymskokatolickiego należą do parafii Świętej Trójcy w Borowiu.